# 섹시 블루
《섹시 블루》(Head Above Water)는 미국에서 제작된 짐 윌슨 감독의 1996년 코미디, 스릴러 영화이다. 하비 케이틀 등이 주연으로 출연하였고 존 M. 자콥슨 등이 제작에 참여하였다.

## 출연

### 주연
- 하비 케이틀
- 카메론 디아즈
- 크레이그 셰퍼

### 조연
- 빌리 제인
- 쉐이 더핀

## 기타
- 공동제작: 헬렌 폴락
- 협력프로듀서: 마리아 M. 마카도
- 협력프로듀서: 린 화이트포드
- 미술: 제프리 비크로프트
- 의상: 콜린 앳우드
- 배역: 엘리자베스 로스틱